# Roßkothen

Wappen von Roßkothen

Die Honnschaft Roßkothen war eine bäuerliche Ansiedlung und gehörte zur Reichsabtei Werden. Bis 1875 war Roßkothen Teil der Gemeinde Vierhonnschaften und von 1875 bis zum 10. Oktober 1929 zusammen mit Ickten und Umstand Teil der Gemeinde Dreihonnschaften in der Bürgermeisterei Kettwig-Land.
Am 1. August 1929 wurde der nordöstliche Teil in die Stadt Essen, Stadtteil Schuir eingemeindet. Der südwestliche Teil kam am 10. Oktober 1929 nach Auflösung der Gemeinde zur Stadt Kettwig.
Bei Roßkothen entspringt die Rossenbeck. Der Kernweiler liegt, unmittelbar südlich des Flughafens Essen-Mülheim, zwischen Haarzopf im Nordosten, Schuir im Osten, Umstand (und dahinter Kettwig) im Süden. Er liegt knapp nördlich der A 52 und damit auf Mülheimer Stadtgebiet, am Südostrand des Stadtteils Menden.
Der ehemalige Stammsitz der Herren von Roßkothen, eine Wasserburg, wurde 1850 niedergelegt.

## Wappen
Blasonierung: „In Rot ein silbernes (weißes) Haus, belegt mit einem schwarzen Pferdekopf.“
Das Wappen wurde von Kurt Schweder entworfen und hatte nie offiziellen Charakter. Ende der 1980er Jahre schuf der Heraldiker für alle Essener Stadtteile Wappen.
Das Wappen ist ein sogenanntes "redendes Wappen"; der Pferdekopf steht für "Roß-" und das Haus für "-kothen" abgeleitet von Kotten.